# Eternamente inocente
«Eternamente inocente» es una canción interpretada por el grupo español Fangoria, incluida en su tercer álbum de estudio, Naturaleza muerta (2001). Fue compuesta por Alaska, Nacho Canut y Luis Prosper, mientras que la producción corrió a cargo de los dos primeros y Carlos Jean. La compañía Subterfuge Records la publicó el 20 de marzo de 2002 como el segundo sencillo del álbum. Posteriormente, figuró en los álbumes recopilatorios Dilemas, amores y dramas (2003) y El paso trascendental del vodevil a la astracanada (2010). Es una canción de géneros dance y house con influencias de la música disco. La letra aborda la nostalgia de una persona que recuerda una relación amorosa en la que ambos creían que sería eterna. 
Desde el punto de vista comercial, se ubicó entre los diez primeros puestos en España durante varias semanas. 

## Antecedentes
La canción, al igual que otros sencillos publicados por Fangoria en ese periodo, fue escrita originalmente por Luis Prosper durante su etapa en la banda Heroica. Posteriormente, la composición fue cedida a Fangoria, para incluirla en su próximo álbum de estudio.

## Publicación
La edición física de «Eternamente inocente» incluye cinco remezclas realizadas por Javier García, Acting-Out, Varón Dandy, Chino Torres y Rúdiguer, además del videoclip de la canción. La carátula del sencillo, al igual que la de los demás temas promocionales del álbum, es una captura del videoclip en la que aparece Alaska sosteniendo una jeringa.

## Vídeo musical
El vídeo musical de «Eternamente inocente» comienza con la imagen de un diario ficticio titulado Dolor en la sombra, escrito en un idioma inventado que recuerda al alemán. En la portada se muestra una fotografía de una antigua iglesia en ruinas, hacia la cual la cámara se acerca hasta introducir al espectador en la escena. Dentro del edificio, decorado con sábanas colgantes, una mesa y numerosos animales disecados, se encuentran Alaska, realizando labores de taxidermia, y Nacho Canut, sentado de espaldas y aparentemente disecado.
A medida que comienza la canción, se revela que Alaska estaba cosiendo la piel de un animal, y se refuerza la idea de que se dedica a la taxidermia. En esta escena aparece con un abrigo de piel, el cabello recogido y manipulando frascos con líquidos de colores, herramientas propias de su oficio y libros de anatomía. Nacho, por su parte, lleva un traje negro y se descubre que tiene los ojos y la boca cosidos, lo que confirma que también ha sido disecado.
Durante el estribillo, Alaska aparece con un nuevo atuendo: un vestido ajustado de látex marrón y el pelo suelto y rizado, cantando mientras de fondo, gracias a un efecto de croma, las paredes de la iglesia parecen girar. En la segunda estrofa, continúa su trabajo con los animales disecados, buscando ojos artificiales y peinando a un león disecado.
Una escena posterior muestra nuevamente el diario, ahora con una portada distinta que incluye la imagen de un automóvil accidentado y una fotografía de Alaska y Nacho vestidos como recién casados. Esta secuencia sugiere que él falleció en un accidente automovilístico y que ella lo disecó. En el segundo estribillo, Alaska baila dentro del taller de taxidermia, y en el puente de la canción, le canta al cadáver de Nacho con una mezcla de dolor y nostalgia: «Creíamos que éramos tan diferentes, que nuestro amor iba a ser para siempre», dejando entrever el trasfondo trágico de la historia.

## Lista de canciones y formatos
A continuación se muestran los álbumes y formatos oficiales en los que "Eternamente inocente" ha sido incluida.
- 2001, CD Naturaleza muerta - (Subterfudge)
- 2002, CD sencillo Eternamente inocente remixes (versiones remix de Javier García, Acting-Out, Varón Dandy, Chino Torres y Rúdiguer) - (Subterfudge)
- 2003, CD Naturaleza muerta remixes (versiones remix de Javier García, Acting-Out, Varón Dandy, Chino Torres y Rúdiguer) - (Subterfudge)
- 2003, CD Naturaleza muerta (Edición mexicana) (versión álbum; versión remix de Varón Dandy) - (Subterfudge-Noiselab Records)
- 2003, CD Dilemas, amores y dramas (CD1, versión álbum; CD2, versión remix de Javier García) - (Subterfudge)
- 2007, CD/DVD ¡Viven! (Versión grabada en directo) - (DRO)
- 2008, CD Naturaleza muerta (CD 1, versión álbum; CD 2, (versiones remix de Javier García, Acting-Out, Varón Dandy, Chino Torres y Rúdiguer) - (Subterfudge-Pias)
- 2010, CD Naturaleza muerta - (Subterfudge)
- 2010, CD Naturaleza muerta remixes (versiones remix de Javier García, Acting-Out, Varón Dandy, Chino Torres y Rúdiguer) - (Subterfudge/Sony)
- 2010, CD El paso trascendental del vodevil a la astracanada (CD 2, Vodevil) - (Warner Bros. Records)
- 2010, CD/DVD El paso trascendental del vodevil a la astracanada, Edición de Lujo 3 CD y DVD (CD 2, Vodevil; DVD, Videoclip) - (Warner Bros. Records)
- 2011, CD/DVD Operación Vodevil (Versión grabada en directo) - (Warner Bros. Records)